# Montaubanska stolnica
 Montaubanska stolnica (vrancosko Cathédrale Notre-Dame-de-l'Assomption de Montauban), tudi stolnica marije vnebovzete v Montaubanu je francoska katoliška stolnica v mestu Montauban, v departmaju Tarn-et-Garonne.
Je sedež škofije Montauban. Škofija je nastala leta 1317 na ozemljih škofij v Toulouseu in Cahorju, ukinjena s konkordatom iz leta 1801 (nato integrirana v nadškofijo Toulouse) in nato obnovljena leta 1822. Ta spomenik je bil razvrščen med francoske zgodovinske spomenike 9. avgusta 1906. Zgrajena je bila na najvišji točki mestnega jedra na nadmorski višini 102,65 m.
Stolnica v Montaubanu je bila protestantska od začetka verskih vojn, dokler se katoličanstvo ni vrnilo v Montauban leta 1629.
Gradnja nove cerkve, sedanje stavbe, je bila naročena po preklicu Nantskega edikta leta 1685. Temelj nove stolnice je bil postavljen leta 1692. Leta 1707 se je šest stebrov ladje, zgrajenih iz slabo žganih opek, zrušilo in povleklo del oboka na tla. Cerkev pa je bila posvečena leta 1739. Sprva je bil arhitekt François d' Orbay, ki je nadziral dela. Ko je leta 1697 umrl, sta ga nasledila Jules Hardouin-Mansart in Robert de Cotte.
Stolpa uokvirjata zahodno pročelje, čisti izdelek, ki uporablja vse konvencije klasične umetnosti, tj. jonsko pročelje s peristilom, ki so ga pritrdili kipi štirih evangelijev, ki so nadomestili prvotne kipe. Notranjost je okrašena s pilastri, metopi in triglifi, stroge in elegantne navpične črte katedrale pa so tipičen primer klasične arhitekture. Znana slika Jeana Ingresa, "Zaobljuba Luja XIII.", visi v severnem kraku transepta.

## Zunanjost
Stolnica je netipična zaradi svoje kamnite konstrukcije v arhitekturni pokrajini, v kateri prevladuje rdeča opeka. Njeno gradnjo je naročil Ludvik XIV. Francoski, da bi označil prisotnost kraljeve moči in katolištva v tradicionalno protestantskem mestu.
Dva stolpa uokvirjata zahodno pročelje, izdelek klasične arhitekture, jonski stebri s peristilom, ki predstavljata kipe štirih evangelistov, ki so zamenjali prvotne kipe. Sveti Janez Evangelist je delo bretonskega kiparja Francisa Guinard.

## Notranjost
Notranjost je okrašena s pilastri, metopami in triglifi, stroge in elegantne navpične črte stolnice pa so tipičen primer klasične arhitekture. Zanimiv detajl, osrednji portal stolnice se lahko pohvali, da je najvišji v Evropi, celo višji od tistega v Rimu, bazilike svetega Petra.
Znana slika Ingresa Zaobljuba Ludvika XIII. visi v severnem kraku transepta.
- Notranjost stolnice.
- Orgle
- Prižnica